# Stenodynerus pulvinatus
Stenodynerus pulvinatus är en stekelart som beskrevs av Richard Mitchell Bohart 1953. Stenodynerus pulvinatus ingår i släktet smalgetingar, och familjen Eumenidae. Utöver nominatformen finns också underarten S. p. surrufus.